# Casa Artal (Palau de Noguera)
La Casa Artal és una obra de Palau de Noguera, al municipi de Tremp (Pallars Jussà) protegida com a Bé Cultural d'Interès Local.

## Descripció

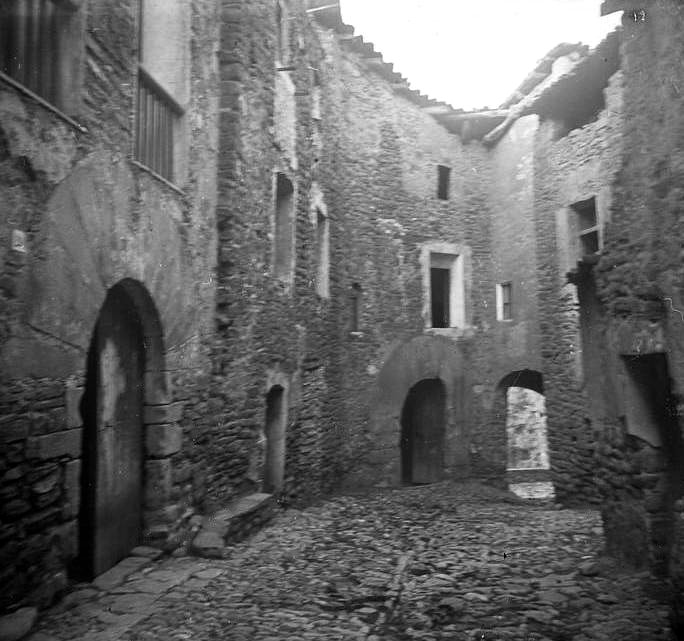
La casa Artal al fons de la imatge. Any 1920

Casa l'Artal està situada en el nucli urbà de Palau de Noguera, concretament en el carrer Major.
És un habitatge unifamiliar, entre mitgeres, de planta baixa, pis i golfes. Es troba greument alterada, conservant només alguns elements de valor patrimonial com poden ésser la porta d'accés i l'escut de la dovella clau. Es tracta d'una porta d'arc de mig punt adovellat amb una motllura arrodonida en la zona del intradós. En la dovella clau s'hi diferencia un escut on figuren les inicials "IHS", la data de 1588 i una flor dins un cercle.
La data de l'escut ens indica una reforma important a finals del segle xvi, moment important pel que fa al poder econòmic i social representat pels grans casals rurals pallaresos.